# Commodity channel index
Commodity channel index (wskaźnik kanału towaru, wskaźnik kanałowy), CCI – stworzony przez Donalda Lamberta wskaźnik mierzący odchylenie ceny od jej średniej wartości ujętej statystycznie, używany pierwotnie w analizie technicznej dla giełd towarowych, a z czasem także giełd papierów wartościowych. Gdy CCI osiąga wysokie wartości, oznacza to, iż bieżące wartości cen są niestandardowo wysokie w porównaniu do cen średnich. Niskie wartości CCI oznaczają z kolei, że bieżące ceny w porównaniu do cen średnich są niestandardowo niskie.
{\displaystyle CCI={\frac {1}{0{,}015}}{\frac {p_{t}-SMA(p_{t})}{\sigma (p_{t})}},}
gdzie {\displaystyle p_{t}} jest ceną typową (średnią arytmetyczną z ceny maksymalnej, minimalnej i zamknięcia):
{\displaystyle cena\ typowa={\frac {cena\ maksymalna+cena\ minimalna+cena\ zamkniecia}{3}}}
SMA jest średnią ruchomą arytmetyczną i {\displaystyle \sigma } jest odchyleniem bezwzględnym.

## Interpretacja
Analiza rynku z użyciem CCI polega na poszukiwaniu rozbieżności między kolejnymi – coraz wyższymi – wartościami cen analizowanego papieru wartościowego a wartościami CCI, które w tym samym czasie nie jest w stanie osiągnąć kolejnego maksymalnego poziomu (czego konsekwencją w większości przypadków jest korekta cen papieru wartościowego).
Drugim sposobem interpretacji jest wykorzystanie CCI jako miernika wykupienia lub wyprzedania rynku, w tym celu należy przeanalizować przebieg wartości CCI oscylujący zwykle od –100 do +100. Gdy wskaźnik osiąga wartości zbliżone do +100 (przy rosnącej cenie papieru wartościowego), oznacza to, iż rynek jest wykupiony i że bardzo prawdopodobna jest korekta, natomiast gdy wskaźnik notuje ujemne wartości w okolicach –100 (przy spadającej cenie waloru), sygnalizuje to bliskie wyprzedanie rynku i prawdopodobny wzrost cen.